# Infrastructură albastră

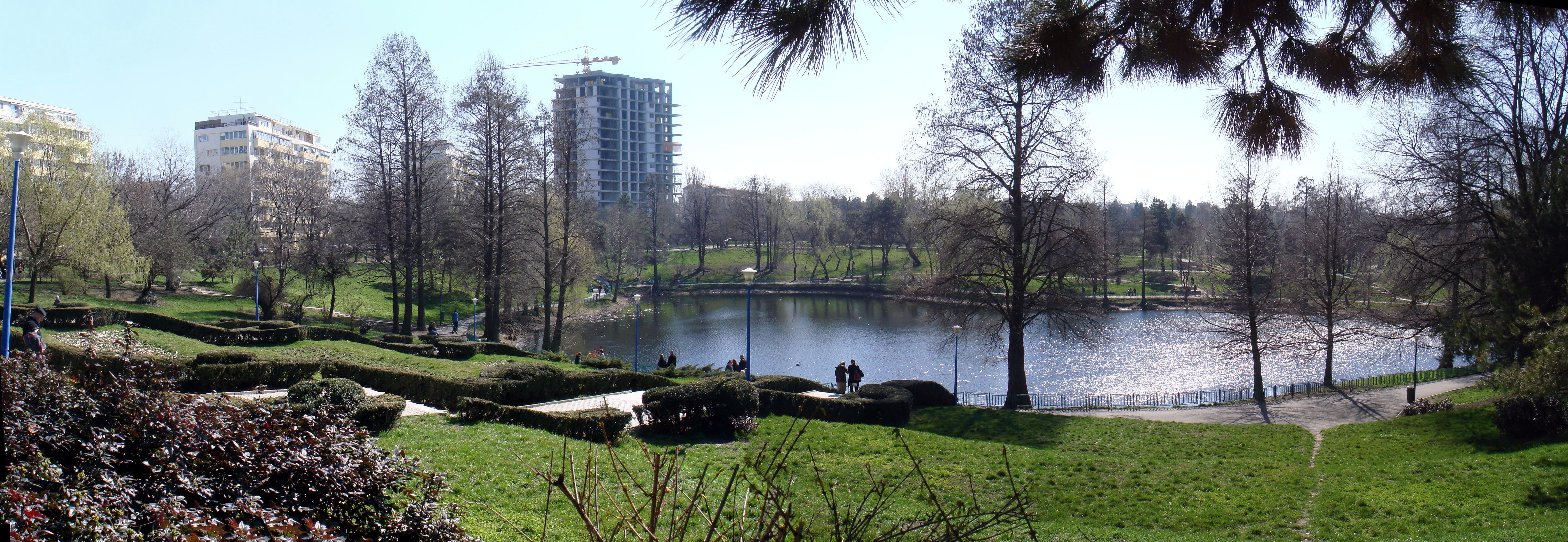
Parcul Circului din București

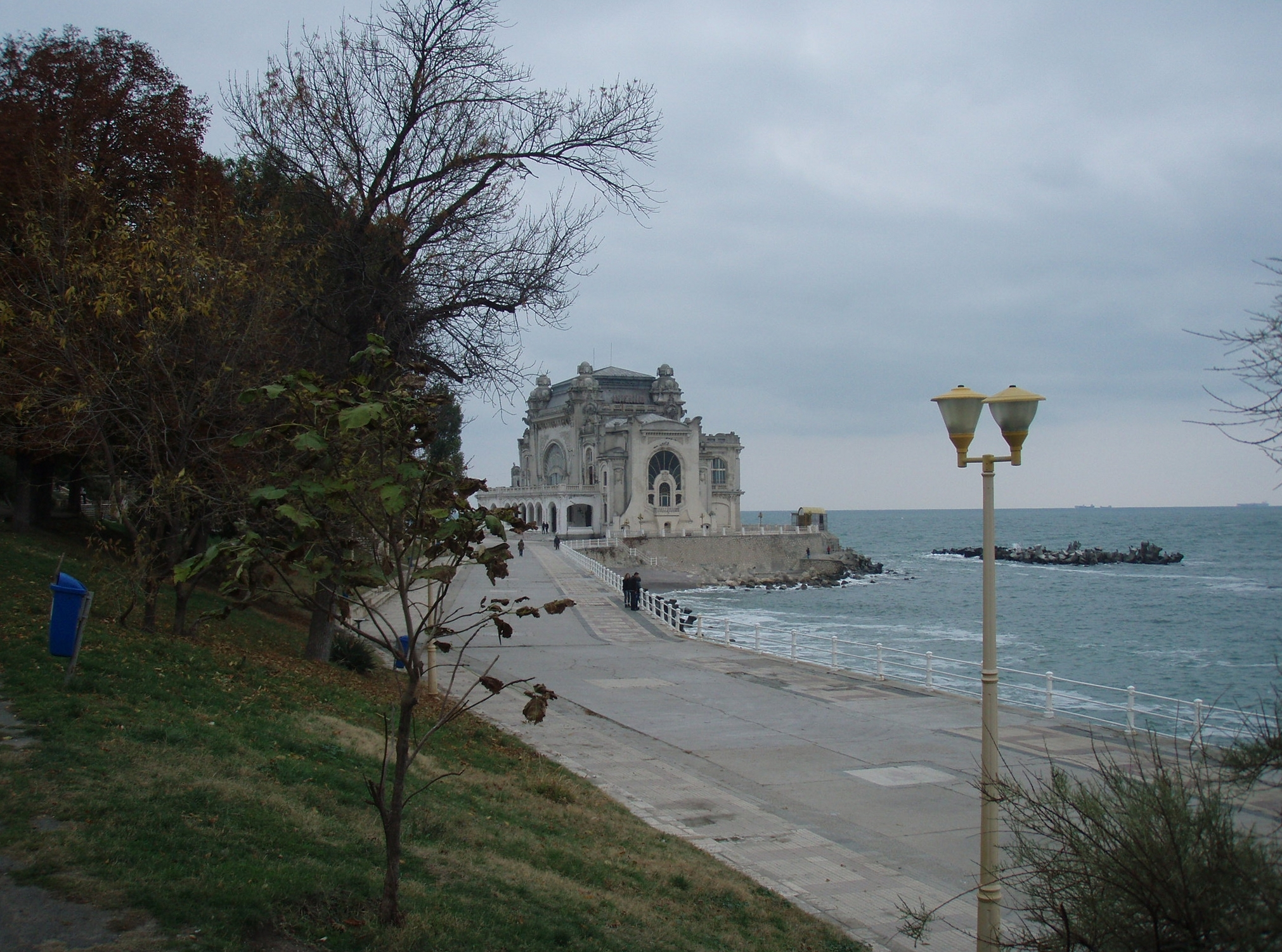
Faleza din Constanța

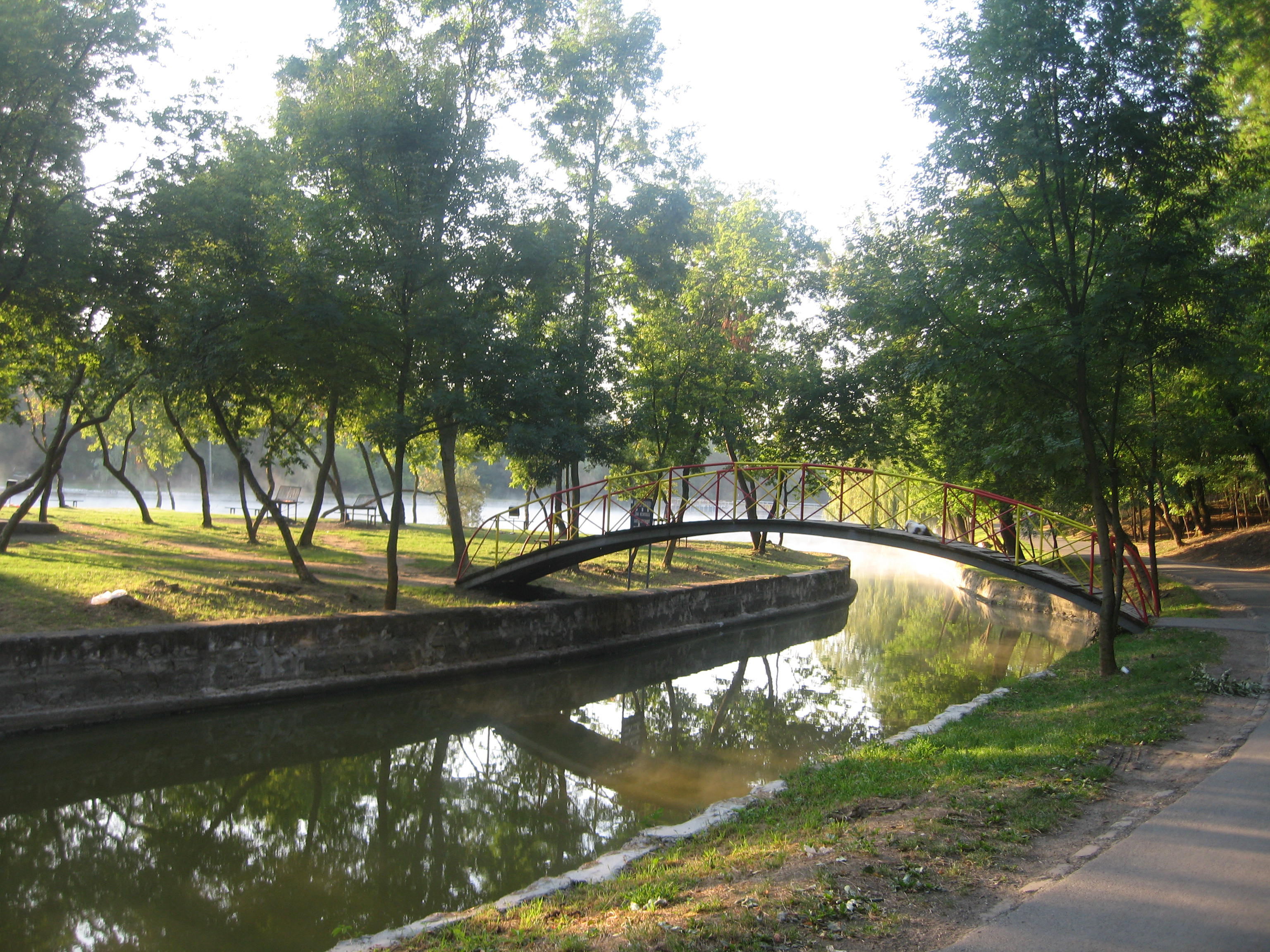
Lacul Ciric din Iași

În planificarea și proiectarea urbană, infrastructura albastră (sau spațiul albastru) cuprinde toate zonele dominate de corpuri de apă sau cursuri de apă de suprafață. În combinație cu spațiul verde (parcuri, grădini etc., mai exact spațiu deschis urban), aceasta poate ajuta la reducerea riscurilor de boli legate de căldură din cauza temperaturilor urbane ridicate (insulă de căldură urbană). Corpurile de apă urbane substanțiale există în mod natural ca trăsături integrale ale geografiei multor orașe datorită semnificației lor geopolitice istorice, precum râul Tamisa din Londra.

## Efectele spațiilor albastre asupra sănătății fizice

### Creșterea activității fizice
Mai multe studii au descoperit că persoanele care trăiesc în apropierea zonelor de coastă sunt mai puțin sedentare și mai predispuse la activitate fizică moderată și viguroasă adecvată pentru sănătate, fapt ce ar putea fi explicat de prezența încurajatoare a cărărilor de mers pe jos de-a lungul coastei. O altă explicație posibilă se regăsește în atributele estetice ale spațiilor albastre care pot motiva indivizii să se angajeze în activități fizice pe spațiile albastre. Cu toate acestea, apropierea de corpurile de apă nu este suficientă pentru a promova niveluri crescute de activitate fizică, deoarece aceste corpuri trebuie să fie accesibile oamenilor. Un studiu care îi are în atenție pe adolescenți a descoperit că cei care locuiesc în apropierea plajelor, dar care aveau un drum major între casele lor și corpul de apă, aveau niveluri mai scăzute de activitate fizică decât cei cu acces direct la plajă.

### Reducerea obezității
Spațiile albastre pot reduce obezitatea, deoarece promovează creșterea activității fizice, iar un studiu sugerează că locuitul departe de spațiul verde sau de malul apei în zonele urbane poate crește riscul de obezitate.

### Îmbunătățirea sănătății respiratorii
Locuitul în apropierea spațiilor albastre poate îmbunătăți calitatea vieții pentru persoanele cu boli respiratorii, precum astmul bronșic, fapt ce ar putea fi explicat prin ceața și spray-ul generate de mișcarea apei, așa cum se arată într-un studiu care măsoară impactul spațiilor verzi și albastre asupra sănătății pentru cei cu boala pulmonară obstructivă cronică (BPOC).

## Efectele spațiilor albastre asupra sănătății mintale

### Îmbunătățirea sănătății mintale generale
Cercetătorii au descoperit o reducere a cazurilor psihiatrice la persoanele care trăiesc în apropierea zonelor verzi sau de coastă. Unele dintre studii au descoperit că expunerea la ocean sau alergatul de-a lungul râurilor au ajutat veteranii de război care suferă de sindrom de stres posttraumatic. Alții au descoperit că implicarea în activități legate de apă, precum surfing, poate ajuta la rezolvarea problemelor de sănătate mintală și poate ajuta la dezvoltarea încrederii în sine.

### Îmbunătățirea stării de spirit și a fericirii
Expunerea la spațiile albastre este, de asemenea, legată de creșterea fericirii. Un grup de cercetători care studiază efectul spațiilor verzi și albastre asupra fericirii au folosit o aplicație mobilă pentru a urmări sentimentele de dispoziție ale oamenilor atunci când se aflau în apropierea peisajelor de apă. Cercetătorii au descoperit niveluri crescute de fericire la persoanele din apropierea corpurilor de apă. În concordanță cu constatările care se concentrează asupra sănătății fizice, efectele pozitive asupra stării de spirit asociate spațiilor albastre par să se diminueze pe măsură ce distanța dintre reședință și apă crește.

### Îmbunătățirea recuperării de la dependența de droguri și alcool
Intervențiile educaționale în spațiile albastre, precum navigația, s-au dovedit a avea efecte pozitive percepute asupra persoanelor supuse reabilitării drogurilor și alcoolului.